# Kormesij
Kormesij (bolgarsko Кормесий, Kormesij) je bil vladar (kan) Donavske Bogarije, ki je vladal v prvi polovici 8. stoletja. Zahodne kronike ga imenujejo »tretji vladar Bolgarov« in ga imajo za neposrednjega naslednika kana Tervela, * druga polovica 7. stoletja, † prva polovica 8. stoletja.
V Imeniku bolgarskih kanov so med vnosoma Tervel in Sevar  sledovi dveh poškodovanih zapisov. Drugo od poškodovanih imen se običajno jemlje kot Kormesijevo. Po Imeniku je Kormesij vladal 28 let in je izhajal iz vladarskega klana Dulo. Po kronologiji, ki jo je razvil Moskov, naj bi Kormesij vladal leta 715–721. V Imeniku je njegovo vladanje daljše, kar bi lahko pomenilo, da je vanj všteto obdobje, ko je kot sovladar vladal s svojimi predhodniki. Druge kronologije njegovo vladanje datirajo v leta 721–738, kar ni v skladu s podatki v Imeniku.
Kormesij se pojavlja v dogodkih v letih 715 do 717, povezanih z mirovnim sporazumom med Bolgarijo in  Bizantinskim cesarstvom. Edini vir zanje je bizantinski kronist Teofan Spovednik. Po Teofanu je pogodbo kot bolgarski vladar podpisal Kormesij. Podatek je v nasprotju s podatkom na drugem mestu v isti kroniki, ki pravi, da je leta 718/719 še vladal bolgarski kan Tervel.  Prva ali druga Teofanova trditev je torej napačna. Če sta obe trditvi točni, bi to pomenilo, da sta si Tervel in Kormesij delila bolgarski prestol in da je Kormesij podpisal pogodbo kot njegov sovladar. 
Kormesijevo ime so nekateri znanstveniki prepoznali tudi na enem od napisov ob Madarskem konjeniku. Ohranjeni del besedila bi lahko govoril o letnem davku v zlatu, ki ga je Kormesij prejemal od bizantinskega cesarja. Povedano drugače bi to pomenilo, da je bila mirovna pogodba ponovno podpisana med Kormesijevo vladavino. Na koncu napisa je omenjeno poslabšanje bolgarskih odnosov z Bizantinskim cesarstvom. Napis se morda nanaša na kasnejša bolgarska vladarja Kormisoša ali Kruma.
Kormesij ni omenjen v nobenem drugem zgodovinskem kontekstu. Dejstvo, da iz obdobja njegove vladavine ni nobenih zapisov o vojnah med Bolgarijo in Bizantinskim cesarstvom, bi lahko pomenilo, da je med obema državama vladal mir.

## Zanimivost
Po Kormesiju se imenuje Kormesiy Peak na otoku Greenwich v Južnih šetlandskih otokih na Antarktiki.

## Sklic
1. ↑   Atanasij  Boškov  (1993). The splendour of Bulgaria. George Neaf. str. 49. Khan Kormesiy.